# Llengües ienisseianes
Les llengües ienisseianes formen una família lingüística hipotètica que pertany al conjunt de les llengües paleosiberianes. Les llengües d'aquesta família es parlen a Sibèria Occidental, al llarg del curs del riu Ienissei, al krai de Krasnoiarsk.
L'antic nom de la família, derivat de l'antic nom de la llengua quet, era ienissei-ostiak. Aquest nom pot provocar confusió, atès que l'ostiak és l'antic nom per a l'khanti, llengua que pertany a la família ugrofinesa, i per tant, uraliana.
Només han sobreviscut les llengües quet, amb aproximadament 500 parlants el 1989, i el iug, amb menys de 5 parlants.

## Llengües de la família
Es té coneixement de cinc llengües que actualment s'adscriuen a la família ienisseiana, de les quals avui dia només es parla una: les altres quatre desaparegueren entre els segles XVIII i xix, tot i que se n'han conservat alguns testimonis que permeten classificar-les:
Pertanyen a les llengües ienisseianes meridionals:
- Arin (†)
- Kott (†)

Pertanyen a les llengües ienisseianes septentrionals:
- Quet (500 parlants)
- Iug (5 parlants el 1980, actualment extingit) (†)
- Pumpokol (†)

Els parlants d'aquestes llengües canviaren al rus, com és el cas dels arin, o a les llengües turqueses, com els kots.

### Quet
El quet (els parlants l'anomenen ostigan) és una llengua tonal, amb cinc tons diferents i una estructura fonètica poc comuna. El 1930, 1988 i 1991 es crearen alfabets per a aquesta llengua, l'últim basat en l'escriptura ciríl·lica. S'han realitzat esforços per introduir la llengua a les llars d'infants i als col·legis. Tanmateix, l'estatus social de la llengua és força baix, i això fa que no se'n creïn nous parlants, cosa que fa que sigui una llengua en perill d'extinció.

## Relació amb altres famílies lingüístiques

Llengües dené-ienisseianes d'acord amb la hipòtesi d'Edward Vajda.

El març del 2008, Edward Vajda, de la Universitat Western Washington, publicà un treball en què plantejà l'evidència lèxica i morfològica que apuntaria a una relació entre les llengües ienisseianes amb la família na-dené d'Amèrica del Nord. Tot i que aquest treball comptà amb una bona recepció entre alguns especialistes, Lyle Campbell ha fet una crítica sobre la proposta de Vajda i mostra que l'evidència no és gens sòlida, per tant cal que es continuï estudiant abans de considerar la relació entre aquestes dues famílies lingüístiques.

## Comparació lèxica
Els numerals en diferents llengües ienisseianes són:
| GLOSA | Ienissei septentrional        | Ienissei septentrional    | Ienissei septentrional | Ienissei septentrional | Ienissei meridional | Ienissei meridional   | Ienissei meridional |
| GLOSA | Quet                          | Iug                       | Pumpokol               | PROTO- YENISEI N.      | Kott                | Arin                  | PROTO- YENISEI S.   |
| ----- | ----------------------------- | ------------------------- | ---------------------- | ---------------------- | ------------------- | --------------------- | ------------------- |
| '1'   | qɔˀk (an.) qūsʲ (in.)         | χɔˀk (an.) χus̝~qusʲ (in.) | χúta                   | *qūča (*qūša)          | huːča               | qúsej                 | *qūča (*qūšaj)      |
| '2'   | ɨ̄n                            | ɨ̄n                        | híneaŋ                 | *hin-                  | iːna                | kína                  | *xina               |
| '3'   | dɔˀŋ                          | dɔˀŋ                      | dóŋa                   | *doŋa                  | toːŋa               | toŋa                  | *toŋa               |
| '4'   | sʲīk                          | sik                       | cía-ŋ                  | *šiga                  | šégaŋ               | šaja                  | *šaj-ga             |
| '5'   | qāk                           | χak                       | χej-laŋ                | *qal-ga                | χeːgä               | qala                  | *qaj-ga *qala       |
| '6'   | ā ~ à                         | aʰː / aˑ                  | ággiaŋ                 | *ag-                   | χel-uːča            | ögga                  | *5+1 *ög-ga         |
| '7'   | ɔˀn                           | ɔˀn                       | ón'aŋ                  | *on-                   | χel-iːna (= 5 + 2)  | in'a                  |                     |
| '8'   | ɨnam bənʲsʲaŋ qō (= 10 - 2)   | (bɔsim)                   | hinbásiaŋ              | *10-2                  | χal-toːŋa (= 5 + 3) | kinamančau (= 10 - 2) |                     |
| '9'   | qusʲam bənʲsʲaŋ qō (= 10 - 1) | (dɛbet)                   | χúta hamósa χajáŋ      | *10-1                  | čumu-aːga           | kusamančau            | *10-1               |
| '10'  | qō                            | χo                        | χajáŋ                  | *qo-                   | haːga               | qoa                   | *qo-ga              |
Les diferències en el numeral '1' es refereixen a la diferència de gènere: animat/inanimat. Els termes entre parèntesis per al iug indiquen que es tracta de préstecs lèxics procedents del rus.